# Conus taurinensis
Conus taurinensis Bellardi & Michelotti, 1840  è un mollusco gasteropode estinto della famiglia dei Conidi.